# Azochis patronalis
Azochis patronalis is een vlinder uit de familie van de grasmotten (Crambidae). De wetenschappelijke naam van deze soort is voor het eerst voorgesteld als Botis patronalis door Heinrich Benno Möschler in een publicatie uit 1882.
De soort komt voor in Suriname.